# Campionato mondiale di hockey su ghiaccio - Seconda Divisione 2016
Il Campionato mondiale di hockey su ghiaccio - Seconda Divisione 2016 è un torneo di hockey su ghiaccio organizzato dall'International Ice Hockey Federation. Le dodici squadre partecipanti sono state divise in due gironi da sei ciascuno. Il torneo del Gruppo A si è svolto a Jaca, in Spagna, dal 9 al 15 aprile. Le partite del Gruppo B invece si sono giocate a Città del Messico, in Messico, dal 9 al 15 aprile. I Paesi Bassi hanno vinto il Gruppo A, garantendosi così la partecipazione al Campionato mondiale di Prima Divisione - Gruppo B 2017. L'Australia ha vinto il Gruppo B, garantendosi così la partecipazione al Campionato mondiale di Seconda Divisione - Gruppo A 2017. Al contrario la Bulgaria, giunta all'ultimo posto, è stata retrocessa per il 2017 in Terza Divisione.

## Partecipanti

### Gruppo A
| Nazionale   | Qualificazione                                                 |
| ----------- | -------------------------------------------------------------- |
| Paesi Bassi | Sesti e retrocessi dalla Prima Divisione - Gruppo B del 2015.  |
| Belgio      | Secondo nella Seconda Divisione - Gruppo A del 2015.           |
| Serbia      | Terza nella Seconda Divisione - Gruppo A del 2015.             |
| Spagna      | Ospitante, quarta nella Seconda Divisione - Gruppo A del 2015. |
| Islanda     | Quinta nella Seconda Divisione - Gruppo A del 2015.            |
| Cina        | Prima e promossa dalla Seconda Divisione - Gruppo B del 2015.  |

### Gruppo B
| Nazionale      | Qualificazione                                                  |
| -------------- | --------------------------------------------------------------- |
| Australia      | Sesta e retrocessa dalla Seconda Divisione - Gruppo A del 2015. |
| Nuova Zelanda  | Seconda nella Seconda Divisione - Gruppo B del 2015.            |
| Messico        | Ospitante, terzo nella Seconda Divisione - Gruppo B del 2015.   |
| Bulgaria       | Quarta nella Seconda Divisione - Gruppo B del 2015.             |
| Israele        | Quinto nella Seconda Divisione - Gruppo B del 2015.             |
| Corea del Nord | Prima e promossa dalla Terza Divisione del 2015.                |

## Gruppo A

### Incontri
| Jaca 9 aprile 2016, ore 13:00 UTC+2    | Belgio         | 5 – 4 (d.t.s.) (2-2; 2-1; 0-1; 0-0) referto | Islanda | Pabellón de Hielo de Jaca (120 spett.) |
| \| \| \| \| \| \| Shootout 1 – 0 \| \| |                |                                             |         |                                        |
|                                        |                |                                             |         |                                        |
|                                        | Shootout 1 – 0 |                                             |         |                                        |

| Jaca 9 aprile 2016, ore 16:30 UTC+2 | Serbia | 2 – 3 (0-0; 2-3; 0-0) referto | Paesi Bassi | Pabellón de Hielo de Jaca (850 spett.) |

| Jaca 9 aprile 2016, ore 20:00 UTC+2 | Cina | 0 – 2 (0-1; 0-0; 0-1) referto | Spagna | Pabellón de Hielo de Jaca (1.500 spett.) |

| Jaca 10 aprile 2016, ore 13:00 UTC+2 | Belgio | 4 – 2 (1-2; 1-0; 2-0) referto | Serbia | Pabellón de Hielo de Jaca (150 spett.) |

| Jaca 10 aprile 2016, ore 16:30 UTC+2 | Islanda | 7 – 4 (3-2; 2-2; 2-0) referto | Cina | Pabellón de Hielo de Jaca (250 spett.) |

| Jaca 10 aprile 2016, ore 20:00 UTC+2 | Paesi Bassi | 3 – 2 (d.t.s.) (0-0; 0-2; 2-0) referto | Spagna | Pabellón de Hielo de Jaca (1.100 spett.) |

| Jaca 12 aprile 2016, ore 13:00 UTC+2 | Paesi Bassi | 3 – 0 (2-0; 0-0; 1-0) referto | Islanda | Pabellón de Hielo de Jaca (102 spett.) |

| Jaca 12 aprile 2016, ore 16:30 UTC+2 | Belgio | 3 – 2 (d.t.s.) (1-0; 1-1; 0-1) referto | Cina | Pabellón de Hielo de Jaca (148 spett.) |

| Jaca 12 aprile 2016, ore 20:00 UTC+2   | Serbia         | 3 – 4 (d.t.s.) (1-0; 1-1; 1-2; 0-0) referto | Spagna | Pabellón de Hielo de Jaca (950 spett.) |
| \| \| \| \| \| \| Shootout 0 – 1 \| \| |                |                                             |        |                                        |
|                                        |                |                                             |        |                                        |
|                                        | Shootout 0 – 1 |                                             |        |                                        |

| Jaca 14 aprile 2016, ore 13:00 UTC+2 | Cina | 0 – 9 (0-3; 0-2; 0-4) referto | Paesi Bassi | Pabellón de Hielo de Jaca (60 spett.) |

| Jaca 14 aprile 2016, ore 16:30 UTC+2 | Islanda | 3 – 6 (3-0; 0-4; 0-2) referto | Serbia | Pabellón de Hielo de Jaca (120 spett.) |

| Jaca 14 aprile 2016, ore 20:00 UTC+2 | Spagna | 4 – 1 (3-0; 1-1; 0-0) referto | Belgio | Pabellón de Hielo de Jaca (1.150 spett.) |

| Jaca 15 aprile 2016, ore 13:00 UTC+2 | Serbia | 3 – 0 (0-0; 2-0; 1-0) referto | Cina | Pabellón de Hielo de Jaca (67 spett.) |

| Jaca 15 aprile 2016, ore 16:30 UTC+2 | Paesi Bassi | 6 – 2 (3-0; 1-1; 2-1) referto | Belgio | Pabellón de Hielo de Jaca (250 spett.) |

| Jaca 15 aprile 2016, ore 20:00 UTC+2 | Spagna | 5 – 2 (1-1; 2-1; 2-0) referto | Islanda | Pabellón de Hielo de Jaca (1.480 spett.) |

### Classifica
| Pos. |             | PG | V | VOT | POT | P | GF | GS | DR  | Pt |
| 1.   | Paesi Bassi | 5  | 4 | 1   | 0   | 0 | 24 | 6  | +18 | 14 |
| 2.   | Spagna      | 5  | 3 | 1   | 1   | 0 | 17 | 9  | +8  | 12 |
| 3.   | Belgio      | 5  | 1 | 2   | 0   | 2 | 15 | 18 | -3  | 7  |
| 4.   | Serbia      | 5  | 2 | 0   | 1   | 2 | 16 | 14 | +2  | 7  |
| 5.   | Islanda     | 5  | 1 | 0   | 1   | 3 | 16 | 23 | -7  | 4  |
| 6.   | Cina        | 5  | 0 | 0   | 1   | 4 | 6  | 24 | -18 | 1  |

### Riconoscimenti individuali
- Miglior portiere: Ander Alcaine -  Spagna
- Miglior difensore: Erik Tummers -  Paesi Bassi
- Miglior attaccante: Ben Van den Bogaert -  Belgio

### Classifica marcatori
| Giocatore           | PG | G | A | Pt | +/- | MP |
| ------------------- | -- | - | - | -- | --- | -- |
| Erik Tummers        | 5  | 1 | 8 | 9  | +11 | 2  |
| Kevin Bruijsten     | 5  | 5 | 1 | 6  | +5  | 4  |
| Ben Van den Bogaert | 5  | 4 | 2 | 6  | 0   | 2  |
| Raphael Joly        | 5  | 2 | 4 | 6  | +6  | 29 |
| Alan van Bentem     | 5  | 1 | 5 | 6  | +2  | 4  |
| Julian van Lijden   | 5  | 5 | 0 | 5  | +2  | 2  |
| Yoren De Smet       | 5  | 3 | 2 | 5  | +2  | 6  |
| Nenad Raković       | 5  | 3 | 2 | 5  | +5  | 0  |
| Max Hermens         | 5  | 2 | 3 | 5  | +4  | 6  |
| Robert Sigurðsson   | 5  | 2 | 3 | 5  | -1  | 0  |

Fonte: IIHF.com

### Classifica portieri
| Giocatore         | Min    | TC  | GS | SO | MGS  | Sv%   |
| ----------------- | ------ | --- | -- | -- | ---- | ----- |
| Sjoerd Idzenga    | 282:04 | 116 | 6  | 1  | 1.28 | 94.83 |
| Ander Alcaine     | 247:04 | 106 | 7  | 1  | 1.70 | 93.40 |
| Tom Prodi         | 134:38 | 74  | 6  | 0  | 2.67 | 91.89 |
| Arsenije Ranković | 299:25 | 160 | 13 | 0  | 2.61 | 91.88 |
| Dennis Hedström   | 157:28 | 120 | 10 | 0  | 3.81 | 91.67 |

Fonte: IIHF.com

## Gruppo B

### Incontri
| Città del Messico 9 aprile 2016, ore 13:00 UTC-5 | Nuova Zelanda | 6 – 3 (3-0; 1-2; 2-1) referto | Israele | Ice Dome (115 spett.) |

| Città del Messico 9 aprile 2016, ore 16:15 UTC-5 | Corea del Nord | 9 – 3 (4-1; 2-1; 2-1) referto | Bulgaria | Ice Dome (200 spett.) |

| Città del Messico 9 aprile 2016, ore 20:00 UTC-5 | Messico | 4 – 5 (d.t.s.) (1-0; 1-4; 2-0) referto | Australia | Ice Dome (2.000 spett.) |

| Città del Messico 10 aprile 2016, ore 13:00 UTC-5 | Israele | 8 – 4 (5-1; 2-1; 1-2) referto | Corea del Nord | Ice Dome (20 spett.) |

| Città del Messico 10 aprile 2016, ore 16:15 UTC-5 | Australia | 14 – 0 (2-0; 6-0; 6-0) referto | Bulgaria | Ice Dome (150 spett.) |

| Città del Messico 10 aprile 2016, ore 20:00 UTC-5 | Nuova Zelanda | 1 – 2 (0-0; 1-0; 0-2) referto | Messico | Ice Dome (500 spett.) |

| Città del Messico 12 aprile 2016, ore 13:00 UTC-5 | Australia | 11 – 3 (6-2; 3-0; 2-1) referto | Israele | Ice Dome (40 spett.) |

| Città del Messico 12 aprile 2016, ore 16:15 UTC-5 | Nuova Zelanda | 4 – 7 (0-0; 2-3; 2-4) referto | Corea del Nord | Ice Dome (50 spett.) |

| Città del Messico 12 aprile 2016, ore 20:00 UTC-5 | Messico | 10 – 1 (4-0; 4-1; 2-0) referto | Bulgaria | Ice Dome (500 spett.) |

| Città del Messico 14 aprile 2016, ore 13:00 UTC-5 | Bulgaria | 1 – 14 (0-6; 1-6; 0-6) referto | Nuova Zelanda | Ice Dome (30 spett.) |

| Città del Messico 14 aprile 2016, ore 16:15 UTC-5 | Corea del Nord | 1 – 22 (1-5; 0-9; 0-8) referto | Australia | Ice Dome (60 spett.) |

| Città del Messico 14 aprile 2016, ore 20:00 UTC-5 | Israele | 3 – 9 (2-2; 0-4; 1-3) referto | Messico | Ice Dome (400 spett.) |

| Città del Messico 15 aprile 2016, ore 13:00 UTC-5 | Australia | 6 – 2 (2-0; 4-0; 0-2) referto | Nuova Zelanda | Ice Dome (200 spett.) |

| Città del Messico 15 aprile 2016, ore 16:15 UTC-5 | Bulgaria | 3 – 5 (1-1; 2-2; 0-2) referto | Israele | Ice Dome (50 spett.) |

| Città del Messico 15 aprile 2016, ore 20:00 UTC-5 | Messico | 5 – 3 (0-1; 3-0; 2-2) referto | Corea del Nord | Ice Dome (1.00 spett.) |

### Classifica
| Pos. |                | PG | V | VOT | POT | P | GF | GS | DR  | Pt |
| 1.   | Australia      | 5  | 4 | 1   | 0   | 0 | 58 | 10 | +48 | 14 |
| 2.   | Messico        | 5  | 4 | 0   | 1   | 0 | 30 | 13 | +17 | 13 |
| 3.   | Israele        | 5  | 2 | 0   | 0   | 3 | 22 | 33 | -11 | 6  |
| 4.   | Nuova Zelanda  | 5  | 2 | 0   | 0   | 3 | 27 | 19 | +8  | 6  |
| 5.   | Corea del Nord | 5  | 2 | 0   | 0   | 3 | 24 | 42 | -18 | 6  |
| 6.   | Bulgaria       | 5  | 0 | 0   | 0   | 5 | 8  | 52 | -44 | 0  |

### Riconoscimenti individuali
- Miglior portiere: Anthony Kimlin -  Australia
- Miglior difensore: Paul Baranzelli -  Australia
- Miglior attaccante: Héctor Majul -  Messico

### Classifica marcatori
| Giocatore        | PG | G  | A  | Pt | +/- | MP |
| ---------------- | -- | -- | -- | -- | --- | -- |
| Wehebe Darge     | 5  | 11 | 13 | 24 | +25 | 2  |
| Cameron Todd     | 5  | 8  | 13 | 21 | +23 | 14 |
| Lliam Webster    | 5  | 5  | 11 | 16 | +5  | 18 |
| Mitch Humphries  | 5  | 8  | 5  | 13 | +2  | 4  |
| Héctor Majul     | 5  | 7  | 6  | 13 | +7  | 16 |
| Adrián Cervantes | 5  | 3  | 10 | 13 | +8  | 6  |
| Brian Arroyo     | 5  | 8  | 4  | 12 | +0  | 2  |
| Thomas Powell    | 5  | 2  | 10 | 12 | +0  | 4  |
| Robert Malloy    | 5  | 2  | 9  | 11 | +14 | 2  |
| Andrew Cox       | 5  | 5  | 5  | 10 | +6  | 14 |

Fonte: IIHF.com

### Classifica portieri
| Giocatore          | Min    | TC  | GS | SO | MGS  | Sv%   |
| ------------------ | ------ | --- | -- | -- | ---- | ----- |
| Anthony Kimlin     | 254:56 | 109 | 10 | 0  | 2.35 | 90.83 |
| Alfonso de Alba    | 148:52 | 38  | 4  | 0  | 1.61 | 87.47 |
| Rick Parry         | 258:48 | 142 | 16 | 0  | 3.71 | 88.73 |
| Maxim Gokhberg     | 173:40 | 120 | 18 | 0  | 6.22 | 85.00 |
| Andrés de la Garma | 154:50 | 56  | 9  | 0  | 3.49 | 83.93 |

Fonte: IIHF.com